# Actias apollo
Actias apollo is een vlinder uit de onderfamilie Saturniinae van de familie nachtpauwogen (Saturniidae). De wetenschappelijke naam van de soort is voor het eerst geldig gepubliceerd door Johannes Karl Max Röber in 1923.

## Type
- neotype: "male"
- instituut: ZFMK, Bonn, Duitsland
- typelocatie: "Japan"